# Champions de France de natation en bassin de 50 m du 4 × 100 m nage libre

## 4 × 100 mètres nage libre messieurs
| Championnat | Lieu                             | Club                                  | Athlète                                                         | Naissance           | Âge         | Temps            |
| ----------- | -------------------------------- | ------------------------------------- | --------------------------------------------------------------- | ------------------- | ----------- | ---------------- |
| 1964 été    | Paris Georges Vallerey           | Racing Club de France                 |                                                                 |                     |             | 3 min 46 s 9 RF  |
| 1965 hiver  | Marseille Piscine Vallier (25 m) | non disputé                           |                                                                 |                     |             |                  |
| 1965 été    | Paris Georges Vallerey           | Racing Club de France                 |                                                                 |                     |             | 3 min 49 s 6     |
| 1966 hiver  | Le Mans (25 m)                   | non disputé                           |                                                                 |                     |             |                  |
| 1966 été    | Paris Georges Vallerey           | Cercle des nageurs de Marseille       | A. Mosconi F. Bentosela C. Giordanella G. Bayon                 |                     |             | 3 min 48 s 3     |
| 1967 hiver  | Caen (25 m)                      | non disputé                           |                                                                 |                     |             |                  |
| 1967 été    | Paris Georges Vallerey           | Cercle des nageurs de Marseille       | A. Mosconi F. Bentosela R. Bretones J-P. Moine                  |                     |             | 3 min 45 s 6 RF  |
| 1968 hiver  | Montreuil                        | non disputé                           |                                                                 |                     |             |                  |
| 1968 été    | Paris Georges Vallerey           | ASPTT Paris                           |                                                                 |                     |             | 3 min 44 s 0 RF  |
| 1969 hiver  | Toulouse                         | non disputé                           |                                                                 |                     |             |                  |
| 1969 été    | Paris Georges Vallerey           | Cercle des nageurs de Marseille       | F. Vigorito A. Mosconi P. Amardeilh J-P. Battilana              |                     |             | 3 min 43 s 9 RF  |
| 1970 hiver  | Aix-en-Provence                  | non disputé                           |                                                                 |                     |             |                  |
| 1970 été    | Paris Georges Vallerey           | Cercle des nageurs de Marseille       | P. Amardeilh M. Terrasa J-J. Moine A. Mosconi                   |                     |             | 3 min 42 s 8 RF  |
| 1971 hiver  | Montreuil                        | non disputé                           |                                                                 |                     |             |                  |
| 1971 été    | Paris Georges Vallerey           | ASPTT Paris                           |                                                                 |                     |             | 3 min 39 s 8 RF  |
| 1972 hiver  | Rouen (25 m)                     | non disputé                           |                                                                 |                     |             |                  |
| 1972 été    | Vittel                           | ASPTT Paris                           |                                                                 |                     |             | 3 min 38 s 5 RF  |
| 1973 hiver  | Paris Georges Hermant            | non disputé                           |                                                                 |                     |             |                  |
| 1973 été    | Vittel                           | ASPTT Paris                           |                                                                 |                     |             | 3 min 39 s 29    |
| 1974 hiver  | Bordeaux                         | non disputé                           |                                                                 |                     |             |                  |
| 1974 été    | Paris Georges Vallerey           | Cercle des nageurs de Marseille       | J-J. Moine P. Amardeilh B. Terrasa M. Lazzaro                   |                     |             | 3 min 42 s 62    |
| 1975 hiver  | Troyes                           | non disputé                           |                                                                 |                     |             |                  |
| 1975 été    | Paris Georges Vallerey           | Racing Club de France                 |                                                                 |                     |             | 3 min 41 s 51    |
| 1976 hiver  | Tarbes                           | non disputé                           |                                                                 |                     |             |                  |
| 1976 été    | Paris Georges Vallerey           | Cercle des nageurs d'Antibes          |                                                                 |                     |             | 3 min 36 s 46 RF |
| 1977 hiver  | Rennes                           | non disputé                           |                                                                 |                     |             |                  |
| 1977 été    | Paris Georges Vallerey           | Dunkerque Natation                    |                                                                 |                     |             | 3 min 37 s 30    |
| 1978 hiver  | Lille                            | non disputé                           |                                                                 |                     |             |                  |
| 1978 été    | Laval                            | Dunkerque Natation                    |                                                                 |                     |             | 3 min 38 s 39    |
| 1979 hiver  | Nanterre                         | non disputé                           |                                                                 |                     |             |                  |
| 1979 été    | Mulhouse                         | Racing Club de France                 |                                                                 |                     |             | 3 min 37 s 63    |
| 1980 hiver  | Bordeaux                         | non disputé                           |                                                                 |                     |             |                  |
| 1980 été    | Brive-la-Gaillarde               | Cercle des nageurs de Marseille       | M. Lazzaro J. Favre F. Delcourt D. Petit                        |                     |             | 3 min 33 s 23 RF |
| 1981 hiver  | La Rochelle                      | non disputé                           |                                                                 |                     |             |                  |
| 1981 été    | Dunkerque                        | Racing Club de France                 |                                                                 |                     |             | 3 min 32 s 53    |
| 1982 hiver  | Toulouse                         | non disputé                           |                                                                 |                     |             |                  |
| 1982 été    | Megève                           | Dauphins de Créteil                   |                                                                 |                     |             | 3 min 35 s 82    |
| 1983 hiver  | Tours                            | non disputé                           |                                                                 |                     |             |                  |
| 1983 été    | Bordeaux                         | Dauphins de Créteil                   |                                                                 |                     |             | 3 min 34 s 74    |
| 1984 hiver  | Strasbourg                       | non disputé                           |                                                                 |                     |             |                  |
| 1984 été    | Paris Georges Vallerey           | Cercle des nageurs de Marseille       | F. Delcourt J-N. Moine M. Lazzaro J. Favre                      |                     |             | 3 min 33 s 42    |
| 1985 hiver  | Aix-en-Provence                  | non disputé                           |                                                                 |                     |             |                  |
| 1985 été    | Dunkerque                        | Cercle des nageurs de Marseille       | F. Delcourt J-N. Moine M. Lazzaro J. Favre                      |                     |             | 3 min 31 s 84    |
| 1986 hiver  | Rennes                           | non disputé                           |                                                                 |                     |             |                  |
| 1986 été    | Millau                           | Cercle des nageurs de Marseille       | D. Bataille J-N. Moine J. Favre F. Delcourt                     |                     |             | 3 min 32 s 76    |
| 1987 hiver  | Mulhouse                         | non disputé                           |                                                                 |                     |             |                  |
| 1987 été    | Strasbourg                       | Dauphins du TOEC                      |                                                                 |                     |             | 3 min 30 s 73    |
| 1988 hiver  | Vittel                           | non disputé                           |                                                                 |                     |             |                  |
| 1988 été    | Dunkerque                        | Racing Club de France                 |                                                                 |                     |             | 3 min 26 s 42 RF |
| 1989 hiver  | Forbach                          | non disputé                           |                                                                 |                     |             |                  |
| 1989 été    | Paris Georges Vallerey           | Racing Club de France                 |                                                                 |                     |             | 3 min 26 s 93    |
| 1990 hiver  | La Rochelle                      | non disputé                           |                                                                 |                     |             |                  |
| 1990 été    | Narbonne                         | Racing Club de France                 |                                                                 |                     |             | 3 min 26 s 26    |
| 1991 hiver  | Saint-Étienne                    | non disputé                           |                                                                 |                     |             |                  |
| 1991 été    | Millau                           | Racing Club de France                 |                                                                 |                     |             | 3 min 25 s 02 RF |
| 1992 hiver  | Dunkerque                        | non disputé                           |                                                                 |                     |             |                  |
| 1992 été    | Mennecy                          | Dauphins du TOEC                      |                                                                 |                     |             | 3 min 29 s 85    |
| 1993 hiver  | Mennecy                          | non disputé                           |                                                                 |                     |             |                  |
| 1993 été    | Paris Georges Vallerey           | Racing Club de France                 |                                                                 |                     |             | 3 min 29 s 46    |
| 1994 hiver  | Lille                            | non disputé                           |                                                                 |                     |             |                  |
| 1994 été    | Aix-les-Bains                    | Racing Club de France                 |                                                                 |                     |             | 3 min 27 s 67    |
| 1995 hiver  | Mennecy                          | non disputé                           |                                                                 |                     |             |                  |
| 1995 été    | Canet-en-Roussillon              | Athletic Club de Boulogne-Billancourt |                                                                 |                     |             | 3 min 26 s 62    |
| 1996 hiver  | Dunkerque                        | non disputé                           |                                                                 |                     |             |                  |
| 1996 été    | Montpellier                      | Athletic Club de Boulogne-Billancourt |                                                                 |                     |             | 3 min 29 s 25    |
| 1997        | Mennecy                          | Racing Club de France                 |                                                                 |                     |             | 3 min 27 s 52    |
| 1998        | Amiens                           | Athletic Club de Boulogne-Billancourt |                                                                 |                     |             | 3 min 25 s 51    |
| 1999        | Dunkerque                        | Racing Club de France                 |                                                                 |                     |             | 3 min 23 s 76    |
| 2000        | Rennes                           | CS Clichy 92                          |                                                                 |                     |             | 3 min 24 s 98    |
| 2001        | Chamalières                      | Cercle des nageurs d'Antibes          |                                                                 |                     |             | 3 min 24 s 02    |
| 2002        | Chalon-sur-Saône                 | CS Clichy 92                          | Davy Teinturier Cédric Borghesi Franck Schott Julien Sicot      | 1979 1975 1970 1978 | 23 27 32 24 | 3 min 24 s 01 RF |
| 2003        | Saint-Étienne                    | CS Clichy 92                          | Frédérick Bousquet Julien Sicot Davy Teinturier Lionel Moreau   | 1981 1978 1979 1974 | 22 25 24 29 | 3 min 21 s 01 RF |
| 2004        | Dunkerque                        | CS Clichy 92                          | Frédérick Bousquet Davy Teinturier Julien Sicot Cédric Borghesi | 1981 1979 1978 1975 | 23 25 26 29 | 3 min 20 s 30 RF |
| 2005        | Nancy                            | CS Clichy 92                          | Julien Sicot David Maitre Davy Teinturier Frédérick Bousquet    | 1978 1980 1979 1981 | 27 25 26 24 | 3 min 20 s 77    |
| 2006        | Tours                            | Racing club de France/ASPTT           | Octavian Gutu Antoine Galavtine Grégory Mallet Salim Iles       | 1982 1985 1984 1975 | 24 21 22 31 | 3 min 19 s 13    |
| 2007        | Saint-Raphaël                    | Cercle des nageurs de Marseille       | Fabien Gilot Grégory Mallet William Meynard Frédérick Bousquet  | 1984 1987 1981      | 23 20 26    | 3 min 15 s 54 RF |
| 2008        | Dunkerque                        | Cercle des nageurs de Marseille       | Nabil Kebbab Fabien Gilot Romain Caffet Frédérick Bousquet      | 1983 1984 1982 1981 | 25 24 26 27 | 3 min 14 s 81    |
| 2009        | Montpellier                      | Cercle des nageurs de Marseille       | Nosy Pelagie Nabil Kebbab Camille Lacourt William Meynard       | 1991 1983 1985 1987 | 18 26 24 22 | 3 min 15 s 70    |
| 2010        | Saint-Raphaël                    | Cercle des nageurs de Marseille       | Grégory Mallet Nabil Kebbab Nosy Pelagie William Meynard        | 1984 1983 1991 1987 | 26 27 19 23 | 3 min 17 s 66    |